# Комполиба
Комполиба́ (фр. Compolibat, окс. Complibat) — коммуна во Франции, находится в регионе Окситания. Департамент — Аверон. Входит в состав кантона Монбазан. Округ коммуны — Вильфранш-де-Руэрг.
Код INSEE коммуны — 12071.
Коммуна расположена приблизительно в 500 км к югу от Парижа, в 105 км северо-восточнее Тулузы, в 31 км к западу от Родеза.

## Население
Население коммуны на 2008 год составляло 402 человека.
| 1962 | 1968 | 1975 | 1982 | 1990 | 1999 | 2008 |
| ---- | ---- | ---- | ---- | ---- | ---- | ---- |
| 544  | 556  | 508  | 472  | 469  | 405  | 402  |

## Экономика

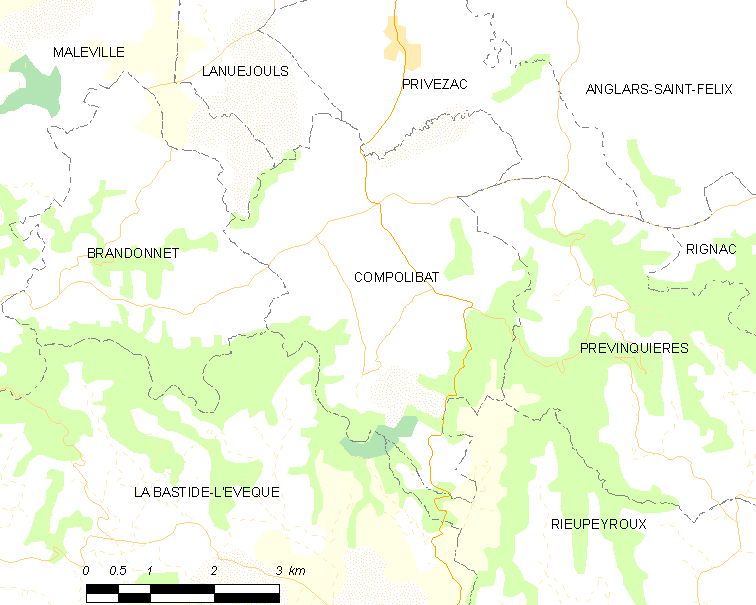
Карта коммуны

В 2007 году среди 232 человек в трудоспособном возрасте (15—64 лет) 154 были экономически активными, 78 — неактивными (показатель активности — 66,4 %, в 1999 году было 66,2 %). Из 154 активных работали 142 человека (74 мужчины и 68 женщин), безработных было 12 (4 мужчины и 8 женщин). Среди 78 неактивных 23 человека были учениками или студентами, 24 — пенсионерами, 31 были неактивными по другим причинам.